# Sica (objecte)
Sica (en diminutiu, Sicila o Sicilicula) era una espasa curta i corbada que portaven els tracis com a arma ofensiva i que usaven en els combats els gladiadors tracis.
Com que era més petita que una espasa ordinària, s'adaptava a ser portada sota la roba, i va ser usada per lladres i assassins a l'antiga Roma. D'aquesta paraula va derivar sicari, que encara que inicialment era el que matava amb la sica, finalment es va aplicar a tots els assassins en general i especialment als assassins enviats a matar. Les lleis romanes en relació als assassinats inclouen la paraula sicari.